# Columbia (Észak-Karolina)
Columbia település az Amerikai Egyesült Államok Észak-Karolina államában, Tyrrell megyében, melynek megyeszékhelye is. Lakosainak száma 610 fő (2020. április 1.).

## Népesség
A település népességének változása:

| 2010 | 891 |
| 2020 | 610 |